# Ana Moura
Ana Moura (portuguès: Ana Cláudia Moura Pereira)  (Santarém, 17 de setembre de 1979) és una de les mes reconegudes cantants de fado actuals.
El seu primer àlbum va ser Guarda-me a Vida na Mão (2003), El segon fou Aconteceu (2005). Va cantar en diversos locals musicals de Lisboa. El seu debut televisiu va ser al programa Fados de Portugal, amb Antonio Pinto Basto.
Para Além da Saudade (2007), el seu tercer disc, conté cançons com "Os Buzios" o "Fado da Procura". Amb aquest àlbum i amb aparicions en programes televisius, Ana Moura obté àmplia popularitat a Portugal i gran èxit de vendes (45.000 unitats) que li valen el Globus d'Or en la categoria de millor intèrpret individual.
També el 2007, Ana Moura va reunir els Rolling Stones en un concert a l'estadi Alvalade XXI de Lisboa, on va cantar ""No Expectations" amb Mick Jagger.
Després de dos grans concerts a Porto i Lisboa, Moura va llançar el seu primer DVD "ao vivo" el 24 de novembre de 2008, amb gran èxit de públic i crítica.
L'àlbum, Leva-em aos Fados, gravat el 12 d'octubre de 2009 i presentat el 20 i 21 d'octubre a la Casa da Musica de Porto Coliseum i Lisboa va ser nominat disc de platí. Amb cançons com "Leva-em aos Fados", "Caso Arrumado", "Rumo ao Sul" i "Fado Vestido de Fado" Ana Moura va enlluernar la seva audiència. Ha fet gires per Portugal, Londres, Canadà, Àustria i Alemanya. Va actuar al Festival de Jazz de San Francisco el 2010 i 2011.

## Àlbums
| Títol                   | Detalls                                                       | Posicions de gràfic del cim |
| Títol                   | Detalls                                                       | POR                         |
| ----------------------- | ------------------------------------------------------------- | --------------------------- |
| Guarda-me a vida na mão | - Gravat: 2003 - Segell: Mercury Rècords - Format: CD         | 28                          |
| Para Além da Saudade    | - Gravat: agost 2007 - Segell: World Village - Format: CD     | 4                           |
| Leva-em aos Fados       | - Gravat: 12/10/2009 - Segell: World Village - Format: CD     | 2                           |
| Desfado                 | - Gravat: 12/11/2012 - Segell: Universal Records - Format: CD | 1                           |
| Moura                   | - Gravat: 2015 - Etiqueta: Universal Music - Format: CD       | 1                           |

- Aconteceu (2004)
- Coliseu (Actuació de DVD viu de Coliseum de Lisboa) (2008)